# Copa de Noruega del Nord de futbol
La Copa de Noruega del Nord de futbol era una competició futbolística que es disputà al nord de Noruega entre 1929 i 1969. Aquesta competició va ser creada pel fet que els clubs del nord no van ser permesos de participar en la copa noruega de futbol fins al 1962. Un cop van ser admesos, aquesta competició va anar perdre importància va ser suprimida el 1969.

## Historial
- 1929: Narvik/Nor
- 1930: F.K. Bodø/Glimt (amb la denominació Glimt)
- 1931: Tromsø I.L. (amb la denominació Tor)
- 1932: Harstad I.L.
- 1933: F.K. Bodø/Glimt (amb la denominació Glimt)
- 1934: F.K. Bodø/Glimt (amb la denominació Glimt)
- 1935: F.K. Mjølner
- 1936: I.F. Fløya
- 1937: Narvik/Nor
- 1938: Harstad I.L.
- 1939: F.K. Bodø/Glimt (amb la denominació Glimt)
- 1940-1945: No es disputà
- 1946: F.K. Mjølner
- 1947: F.K. Mjølner
- 1948: F.K. Mjølner
- 1949: Tromsø I.L.
- 1950: Narvik/Nor
- 1951: F.K. Mjølner
- 1952: F.K. Bodø/Glimt
- 1953: Harstad I.L.
- 1954: Harstad I.L.
- 1955: Harstad I.L.
- 1956: Tromsø I.L.
- 1957: Harstad I.L.
- 1958: Harstad I.L.
- 1959: Narvik/Nor
- 1960: F.K. Mjølner
- 1961: F.K. Mjølner
- 1962: Harstad I.L.
- 1963: F.K. Bodø/Glimt
- 1964: F.K. Bodø/Glimt
- 1965: F.K. Mjølner
- 1966: F.K. Mjølner
- 1967: F.K. Bodø/Glimt
- 1968: Harstad I.L.
- 1969: F.K. Bodø/Glimt

## Palmarès
- 9: F.K. Bodø/Glimt, Harstad I.L., F.K. Mjølner
- 4: Narvik/Nor
- 3: Tromsø I.L.
- 1: I.F. Fløya

Nota: després de la fusió el 1996, F.K. Mjølner té 13 títols (9 de F.K. Mjølner i 4 de Narvik/Nor).